# Ecton
Ecton es un pueblo y una parroquia civil del distrito de Wellingborough, en el condado de Northamptonshire (Inglaterra).

## Demografía
Según el censo de 2001, Ecton tenía 439 habitantes (214 varones y 225 mujeres). 66 (15,03%) de ellos eran menores de 16 años, 327 (74,49%) tenían entre 16 y 74, y 46 (10,48%) eran mayores de 74. La media de edad era de 45,56 años. De los 373 habitantes de 16 o más años, 68 (18,23%) estaban solteros, 231 (61,93%) casados, y 74 (19,84%) divorciados o viudos. 213 habitantes eran económicamente activos, 205 de ellos (96,24%) empleados y otros 8 (3,76%) desempleados. Había 7 hogares sin ocupar, 207 con residentes y 3 eran alojamientos vacacionales o segundas residencias.
| 474                         | 490 | 566 | 570 | 602 | 631 | - | - | 618 | 572 | 520 | 504 | 476 | 447 | - | 452 | 461 |
| (Fuente: Vision of Britain) |     |     |     |     |     |   |   |     |     |     |     |     |     |   |     |     |